# Kitchener/Waterloo Airport
Kitchener/Waterloo Airport eller Region of Waterloo International Airport är en flygplats i den kanadensiska provinsen Ontario.   Den ligger i Regional Municipality of Waterloo, i den sydöstra delen av landet, 400 km sydväst om huvudstaden Ottawa. Kitchener/Waterloo Airport ligger 321 meter över havet.